# オンダ (スペイン)
オンダ(スペイン語: Onda)は、スペイン・バレンシア州カステリョン県のムニシピ（基礎自治体）。2015年の人口は24,963人。

## 地理
地中海から約20km内陸に位置し、エスパダン山地自然公園と海岸平野の中間にある。植生としてはマツ、カシ、コルクガシ、イチゴノキなどの地中海性の森林があり、イナゴマメ、オリーブ、アーモンド、柑橘類（特にオレンジ）などの果樹を栽培している。
オンダの北方、ミリャルス川の上流にはシトゥハル貯水池が設けられており、周辺の農地の灌漑用水を生み出している。道路交通では海岸に近いヴィラ＝レアルまでCV-20号線が下っており、海岸と並行に走るCV-10号線で県都カステリョン・デ・ラ・プラナに行くことができる。

## 歴史

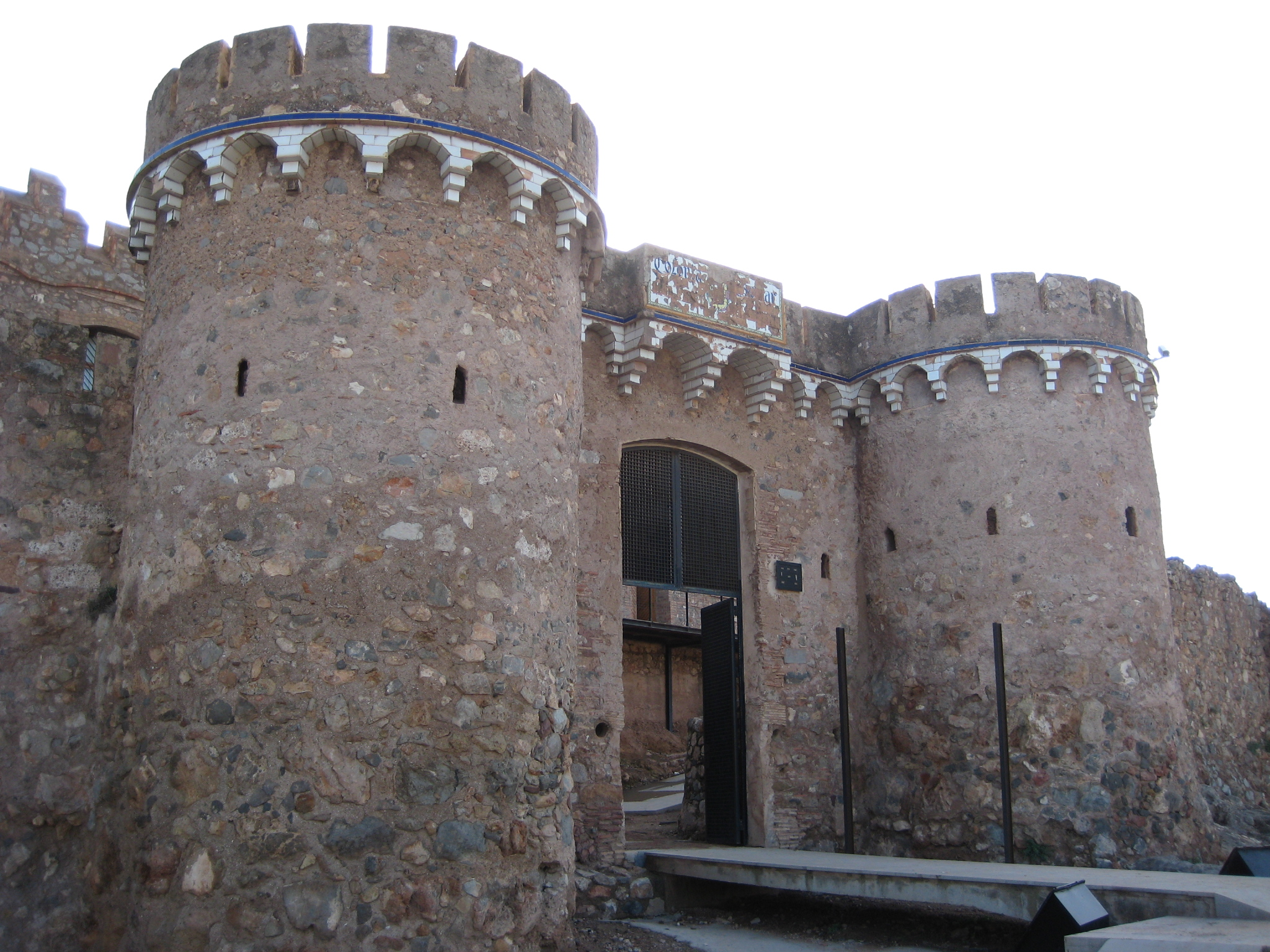
オンダ城

新石器時代にはすでにこの地域に人類が居住しており、様々な種類の火打石が出土している。陶器片など青銅器時代の遺物も発掘されている。
古代ギリシア時代にはセペラコン(Sepelacon)と呼ばれ、トレリョー地区や城がある丘に集落があった。古代ローマ時代にはセペラチ(Sepelaci)に名称を変更し、この時代の陶器が多く出土している。ミリャルス川に架かる橋やローマ街道の遺跡にはラテン語で書かれた5つの碑文が残っている。
今日のオンダにつながる集落は11世紀初頭にイスラーム教徒が建設したものである。街の周囲には城壁が築かれ、12世紀や13世紀にもこの地域の中心地であった。1090年にはカスティーリャ王国のエル・シッドがこの地域を征服したが、1102年にはイスラーム教徒によってアル＝アンダルスに組み込まれた。12世紀には東アンダルス（今日のレバンテ地方）最大の町となり、この地域の行政的中心地となった。
1242年にはカトリックのアラゴン王ハイメ1世がこの地域を再征服（レコンキスタ）し、1248年4月28日には免状が与えられた。この時のオンダにはキリスト教徒、ユダヤ教徒、イスラーム教徒が共存していたが、ユダヤ教徒とイスラーム教徒は城壁の内側から排除された。レコンキスタ後も町と城はテンプル騎士団の支配下に残っている。

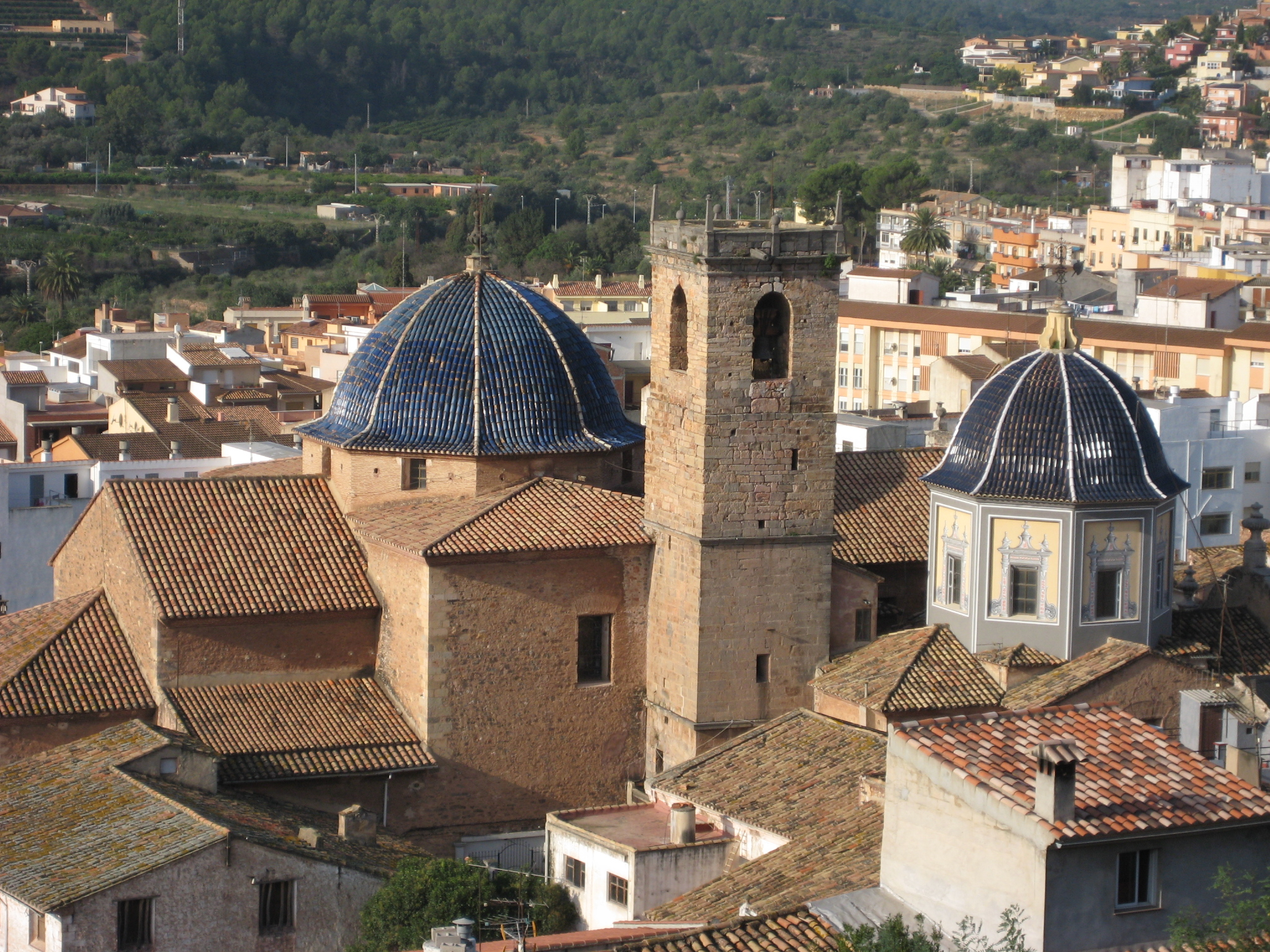
オンダの旧市街

1475年から1479年のカスティーリャ継承戦争、1519年から1523年の兄弟の反乱などではオンダ城が軍事衝突の舞台となった。1492年にはカトリック両王によってユダヤ教徒がスペインから追放され、1609年にはフェリペ3世によってモリスコ（改宗したイスラーム教徒）も追放されている。
18世紀初頭のスペイン継承戦争時のオンダはブルボン家に忠実だった。19世紀初頭の半島戦争で、オンダは1811年10月2日にフランス軍に征服され、その数日後に解放された。1812年には再びフランス軍に占領され、1813年7月5日に解放された。
1833年から1840年の第一次カルリスタ戦争中にはオンダでの戦いなどの衝突が起こった。第一次カルリスタ戦争後の1840年頃にはオンダ城の要塞が再建されたが、1930年代後半のスペイン内戦時には再びオンダ城で衝突が起こった。

## 見どころ

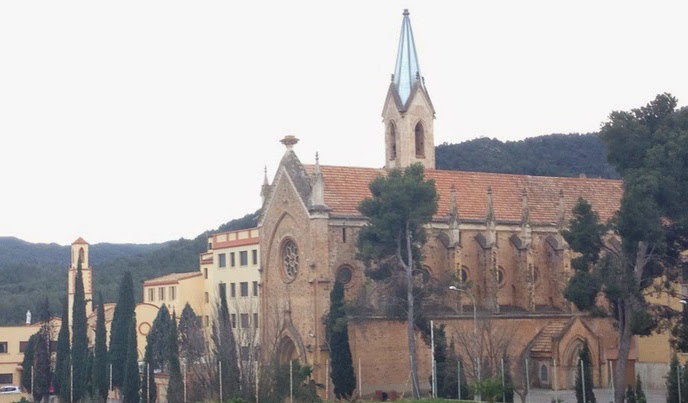
カルメル会修道院

標高284mに位置するオンダ城は、10世紀にイスラーム教徒によって建設されたものである。レコンキスタ後には年代記作家のラモン・ムンタネー(1265-1336)が著書『Crònica』にて、「300の塔を持つ城」としてオンダ城と要塞化された町に言及している。1920年から1948年にはカルメル会のケルン学校として使用され、学校施設や教会は中世の構造物の上に建設された。
オンダの主産業はタイル産業であり、多くのセラミックタイル工場が市内に点在している。オンダ郊外にはセラミックタイルを専門とするマノロ・サフォント博物館がある。古代ローマ時代の陶器片から現代の作品までを揃えており、所蔵作品は2万点以上に上る。名称はオンダ出身の陶工であるマノロ・サフォントに由来する。マノロ・サフォント博物館は1968年に開館し、2004年に再開館した。
オンダからアルテサに至る道路沿い、カルメル会のカルメン修道院にはエル・カルメン自然科学博物館が併設されており、1万点以上の植物・動物・鉱物のコレクションを有している。旧市街にはオンダ市立の古生物・鉱物博物館がある。オンダに本拠地を置くサッカークラブとしてCDオンダがある。

## 人口
| オンダ (スペイン)の人口推移 1900－2010                  |
|                                                         |
| 出典:INE（スペイン国立統計局）1900年 - 1991年、1996年 - |

## 政治
| 任期      | 首長名                                                            | 政党            |
| --------- | ----------------------------------------------------------------- | --------------- |
| 1979–1983 | Vicente Martí Gimeno                                              | 無所属者連合    |
| 1983–1987 | Antonio Miguel Isert Carda (83-85) Vicente Martí Gimeno (85-87)   | AP 無所属者連合 |
| 1987–1991 | Enrique Navarro Andreu                                            | PSPV-PSOE       |
| 1991–1995 | Enrique Navarro Andreu                                            | PSPV-PSOE       |
| 1995–1999 | Enrique Navarro Andreu                                            | PSPV-PSOE       |
| 1999–2003 | Enrique Navarro Andreu                                            | PSPV-PSOE       |
| 2003–2007 | Enrique Navarro Andreu                                            | PSPV-PSOE       |
| 2007–2011 | Enrique Navarro Andreu (07-10) Juan Miguel Salvador Pérez (10-11) | PSPV-PSOE       |
| 2011–2015 | Salvador Aguilella Ramos                                          | PP              |
| 2015–2019 | Ximo Huguet Lecha                                                 | PSPV-PSOE       |
| 2019–2023 | n/d                                                               | n/d             |
| 2023–     | n/d                                                               | n/d             |

## 出身者

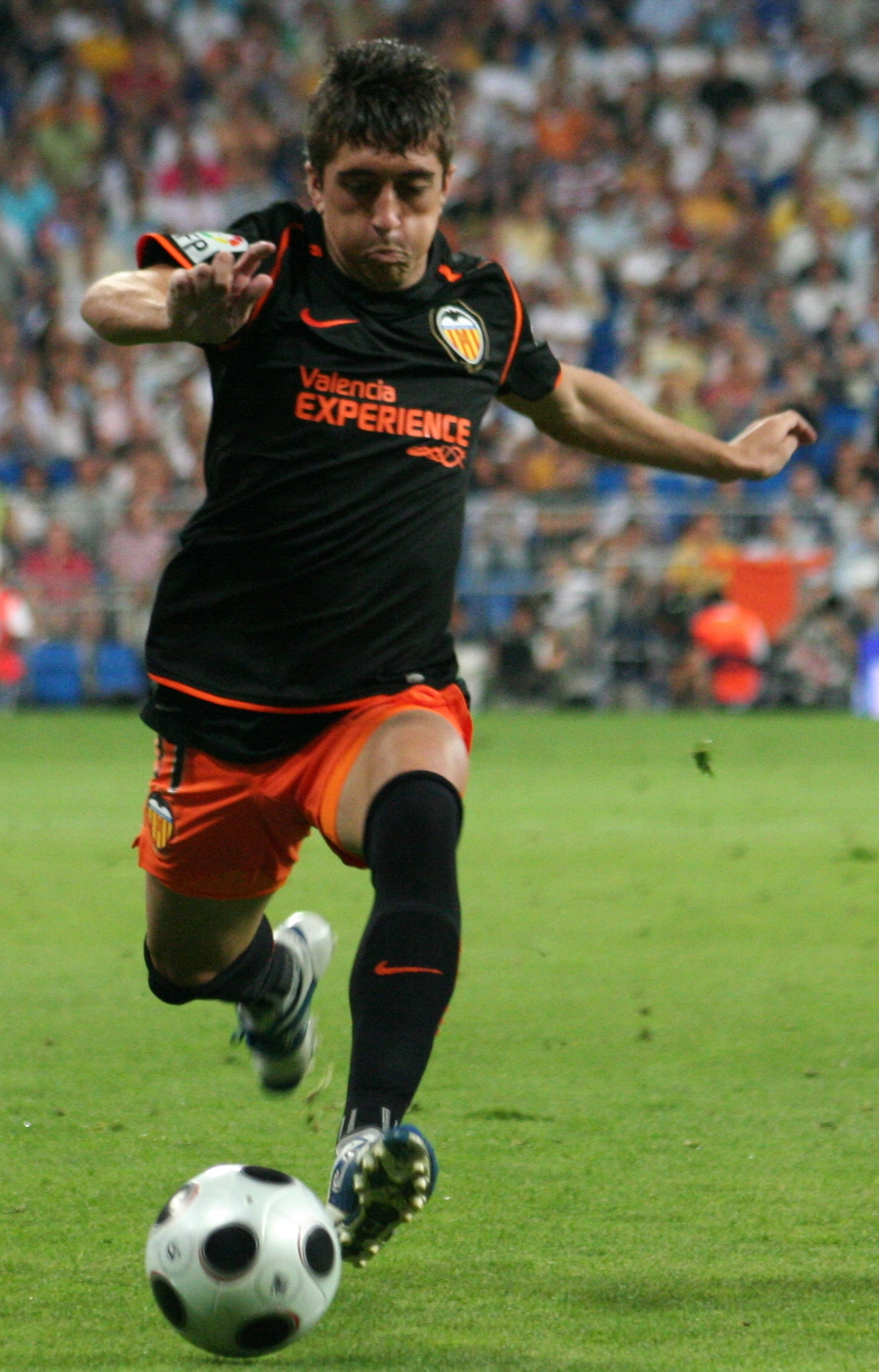
パブロ・エルナンデス

- イブン・アル＝アッバル（スペイン語版）(1199-1260) : 詩人・著作家・外交官。
- Zayyan ibn Mardanish（スペイン語版）(????-1270) : バレンシアのタイファ（英語版）の王。
- ビセンテ・アレハンドロ・ギリャモン（スペイン語版）(1930-) : ジャーナリスト・著作家。
- エンリケ・サウラ(1954-) : サッカー選手。元スペイン代表。
- ビセンテ・バリェステー・マルティネス（英語版）(1980-) : 自転車選手。
- パブロ・エルナンデス(1985-) : サッカー選手。
- ビクトル・カベード（スペイン語版）(1989-2012) : 自転車選手。
- ビクトル・パルメロ（スペイン語版）(1989-) : 俳優。